# Daniel Vivian
Daniel Vivian Moreno (* 5. července 1999 Vitoria-Gasteiz) je španělský profesionální fotbalista, který hraje jako střední obránce za Athletic Bilbao a národní týmy Španělska a Baskicka.